# Jacquetta av Luxemburg
Jacquetta av Luxemburg, född 1415, död 1472, var en engelsk prinsessa (hertiginna av Bedford), mor till drottning Elisabet Woodville och svärmor till kung Edvard IV av England. Hon var dotter till hertig Peter I av Luxemburg, greve av St Pol, Conversano och Brienne, och Margareta del Balzo av Andria. Hon gifte sig 1433 med prins John, hertig av Bedford och 1436 med Rikard Woodville.

## Biografi
Jacquetta var kusin till tysk-romerske kejsaren Sigismund och hennes första äktenskap arrangerades för att öka Englands inflytande på kontinenten. Paret tillbringade äktenskapet i Frankrike och fick inga barn. Hon blev änka 1435. År 1436 sändes hovmannen Rikard Woodville för att hämta henne till England; de blev förälskade och gifte sig på vägen. Äktenskapet ingicks utan kungens tillåtelse och i hemlighet. Paret fick många barn. 
Jacquetta var den högst rankade kvinnan vid hovet efter drottningen, som hon var en nära vän till; år 1448 blev hennes man på drottningens begäran utnämnd till Baron Rivers. Under rosornas krig stod maken på Lancasters sida. År 1464 fick hon dottern Elisabet att ta kontakt med Edvard IV och, då han blev förälskad i henne, tacka nej till att bli mätress och begära äktenskap. Som svärmor till kungen arrangerade hon förmögna och statusfyllda äktenskap åt sina många barn.    
År 1469 togs Edvard IV i förvar av Richard Neville, earl av Warwick, som lät avrätta hennes make. Kort därpå anklagade Nevilles anhängare Thomas Wake Jacquetta för häxeri. På Warwick Castle förevisade Wake en avbild i läder av en man av armar, bruten i mitten och bunden med järntråd, som Jacquetta ska ha använt för trolldom. Wake hävdade att prästen John Daunger kunde vittna om att Jacquetta hade gjort en sådan avbild av kungen och en av drottningen. Då Edvard IV släpptes från fångenskapen förklarades dock Jacquetta fri från anklagelser 19 januari 1470. År 1484 hävdade Rikard III i Titulus Regius att Jacquetta hade använt trolldom för att arrangera ett äktenskap mellan Elisabet och Edvard IV, men specificerade inte saken närmare.